# Daniel Botmann
Daniel Botmann (geboren 1984 in Tel Aviv) ist ein deutscher Rechtsanwalt und seit Mai 2014 Geschäftsführer des Zentralrats der Juden in Deutschland.
Daniel Botmann kam im Alter von einigen Monaten mit seinen Eltern und seinem älteren Bruder aus Israel nach Deutschland und wuchs in Trier auf. Dort leitete er das Jugendzentrum der jüdischen Gemeinde. Er studierte von 2004 bis 2009 Volkswirtschaftslehre und Rechtswissenschaften an der Universität Trier. Er war Mitglied im Ortsbeirat Heiligkreuz und Mitglied der Jungen Union.
Von 2005 bis 2011 war er stellvertretender Vorsitzender des Landesverbandes der Jüdischen Gemeinden von Rheinland-Pfalz. Dort war er an den Neuverhandlungen des Staatsvertrags zwischen dem Landesverband und dem Land Rheinland-Pfalz beteiligt.
Nach seiner Zulassung als Rechtsanwalt im Jahre 2012 trat er in die Kanzlei Kropp-Haag-Hübinger in Saarbrücken ein. Ab 2013 war er Lehrbeauftragter an der Universität des Saarlandes.
Botmann engagiert sich in der Gesellschaft für Christlich-Jüdische Zusammenarbeit sowie in der Deutsch-Israelischen Gesellschaft. Er ist Mitglied im Beirat des Ernst Ludwig Ehrlich Studienwerks und im Beirat Innere Führung der Bundeswehr.
Im April 2014 wurde er vom Direktorium des Zentralrats der Juden einstimmig zum Geschäftsführer gewählt. Am 13. Mai trat er dieses Amt an. Vorausgegangen war das Ausscheiden von Stephan J. Kramer als Generalsekretär des Zentralrats am 31. Januar 2014. Am 28. Juni 2020 wurde Botmann bis 2026 im Amt bestätigt.
Daniel Botmann ist verheiratet und hat zwei Kinder.